# Avesnes-le-Comte
Avesnes-le-Comte is een gemeente in het Franse departement Pas-de-Calais (regio Hauts-de-France). De plaats maakt deel uit van het arrondissement Arras. Avesnes-le-Comte telde op 1 januari 2022 1.817 inwoners.
Avesnes was in de 12e eeuw ook bekend onder de Latijnse naam Avennae, waaruit het Nederlands Avenne is afgeleid, dat in de Vlaamse familienaam Van den Avenne voorkomt.

## Geografie
De oppervlakte van Avesnes-le-Comte bedroeg op 1 januari 2022 9,38 vierkante kilometer; de bevolkingsdichtheid was toen 193,7 inwoners per km².

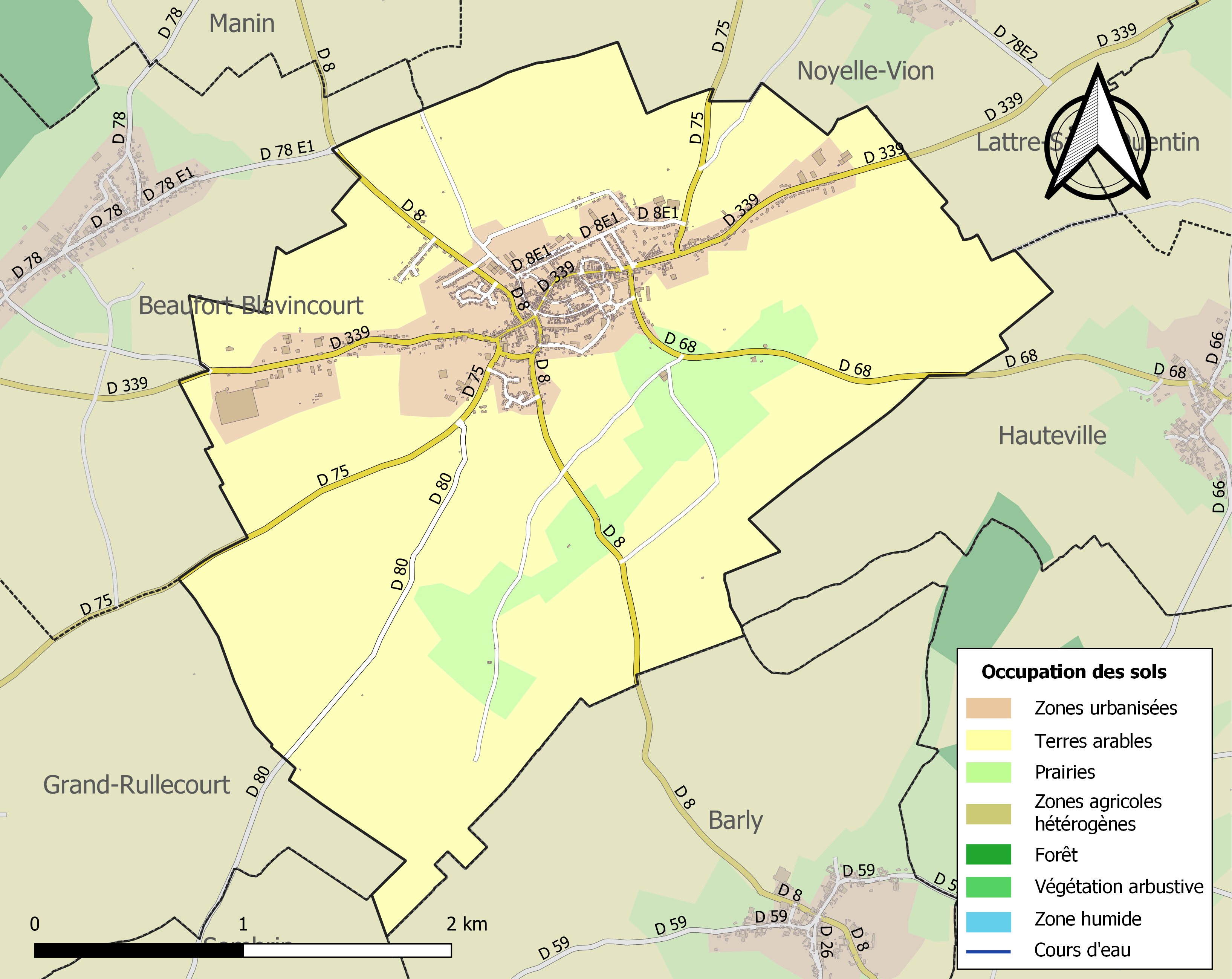
Kaart van de gemeente met belangrijkste infrastructuur, bodemgebruik en omliggende gemeenten

## Demografie
Onderstaande figuur toont het verloop van het inwonertal (bron: INSEE-tellingen).